# 硬拉
硬舉（英語：Deadlift），又稱拉舉、硬拉，是一種負重訓練，主要用于锻炼下背部即豎脊肌、臀部肌肉和大腿肌肉，是世界力量举重锦标赛（WWC, World Weightlifting Championship）的项目之一，另外两项是深蹲和卧推。
广义的硬舉可以分为直腿硬舉（stiff-legged deadlift）和屈腿硬舉两种。严格意义的硬舉是屈腿硬舉，即运动员站立在地面上，将静止的杠铃从地面上拉起至自己大腿上部，此时运动员的身体应完全直立。

## 世界紀錄
2016年7月10日，英國男子艾迪·霍爾（Eddie Hall）打破了硬舉的世界紀錄，達到500（1,102磅）。
2020年5月2日，冰島男子哈弗波·朱利尔斯·比昂森（Hafþór Björnsson）打破了硬舉的世界紀錄，達到501（1,105磅）。

## 變化
- 直腿硬舉（Stiff-legged deadlift）
- 相撲式硬舉（Sumo deadlift）
- 羅馬尼亞硬舉（Romanian deadlift）
- 六角槓硬舉（Trap bar deadlift）

## 文獻
- Mark Rippetoe with Lon Kilgore, Starting Strength, The Aasgaard Company Publishers, 2005, ISBN 0-9768054-0-5
- Frédéric Delavier, Strength Training Anatomy, Human Kinetics, 2001, ISBN 0-7360-4185-0